# 1985 au Liban
Chronologie du Liban
- 1981
- 1982
- 1983
- 1984
- 1985
- 1986
- 1987
- 1988
- 1989

Cet article présente les faits marquants de l'année 1985 au Liban ou concernant ce pays.

## Évènements
- Nuit du 7 au 8 janvier : assassinat de Claude Cuenot, commandant adjoint du corps des observateurs français à Beyrouth-Ouest[1]..
- 12 mars : les Forces libanaises se soulèvent contre Amine Gemayel et portent à leur tête Samir Geagea et Elie Hobeika[2].
- 22 mars : enlèvement à Beyrouth de deux diplomates français, Marcel Carton et Marcel Fontaine, revendiqué par le Jihad islamique[3].
- 19 mai-17 juin, guerre du Liban : la milice chiite Amal mène une meurtrière « guerre des camps » à Beyrouth contre les organisations palestiniennes et affronte l’OLP qui tente de se réimplanter dans le Sud[4].
- 22 mai : enlèvement à Beyrouth de deux Français, le chercheur Michel Seurat et le journaliste Jean-Paul Kauffmann[3].
- 10 juin : les dernières troupes israéliennes quittent officiellement le Liban, tout en laissant le contrôle de la zone frontière à une milice locale supplétive, l’Armée du Liban Sud[5].
- 28 décembre : accord à Damas entre les milices druzes, chiites et chrétiennes[6]. À l’automne, la Syrie essaie d’établir un accord entre les chefs des principales milices (Elie Hobeika pour les Forces libanaises, Nabih Berri pour Amal et Walid Joumblatt pour le PSP). L’accord prévoit la fin de l’état de guerre, un gouvernement d’union nationale, la dissolution des milices, une parité parlementaire entre chrétiens et musulmans, un renforcement des pouvoirs du président du Conseil au détriment du président de la République, le retour des réfugiés civils, la réorganisation de l’armée, l’établissement de relations privilégiées avec la Syrie. Les chiites refusent l’accord car la parité va à l’encontre de leur conquête du pouvoir. Les autres parties refusent également.